# Puntal de l'Aljub
El Puntal de l'Aljub és un pic situat a uns 948 msnm, prop de la població valenciana d'Eslida (la Plana Baixa). Es troba enmig del Parc Natural de la Serra d'Espadà, no gaire lluny del mar. Des de dalt es poden contemplar panoràmiques de gran part de la Serra d'Espadà i de la comarca de la Plana.